# Dystasia siporensis
Dystasia siporensis är en skalbaggsart som beskrevs av Stefan von Breuning 1939. Dystasia siporensis ingår i släktet Dystasia och familjen långhorningar. Inga underarter finns listade i Catalogue of Life.